# مكتبة سارسواثي محل

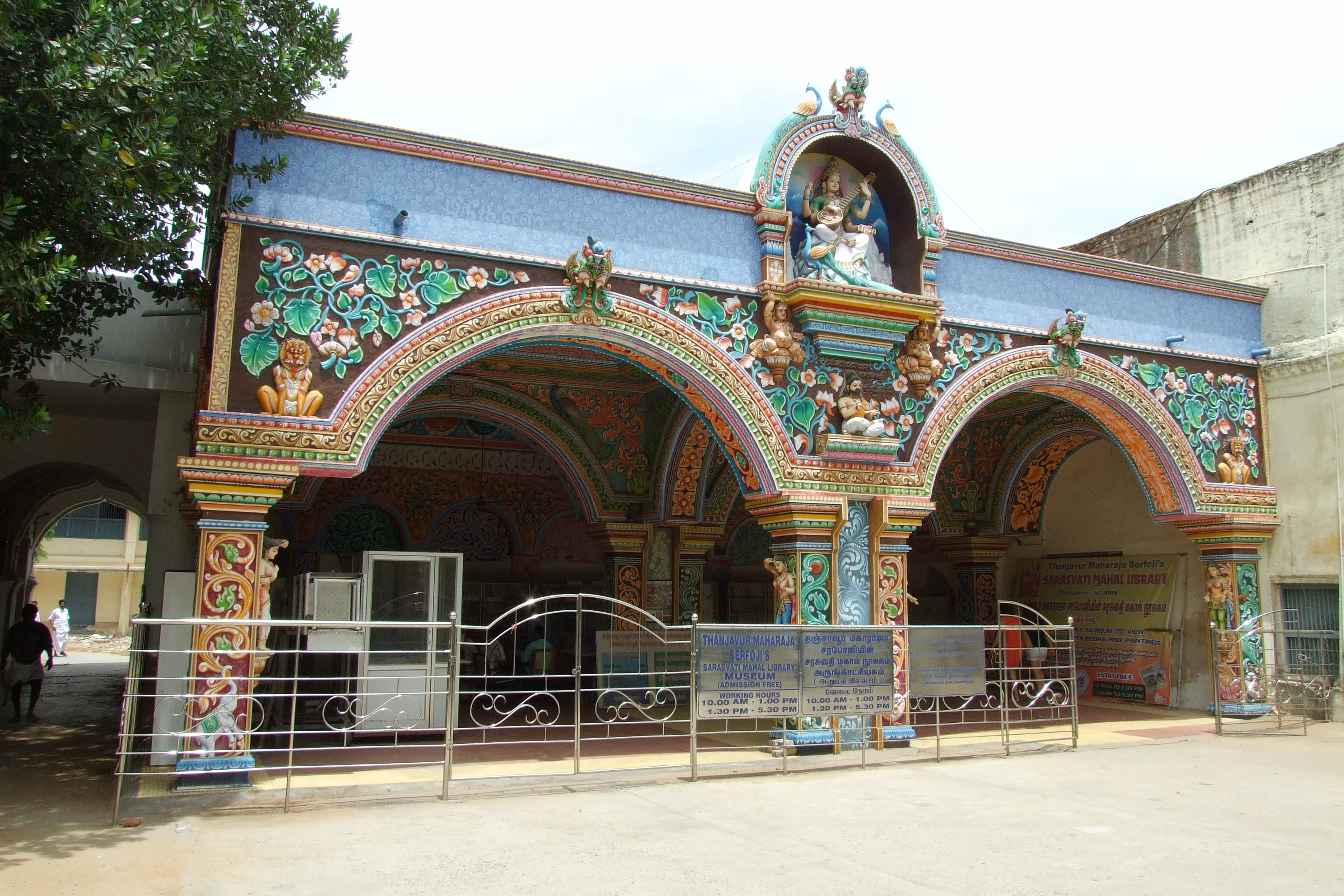
مدخل مكتبة ساراسواثي محل ، تانجور ، تاميل نادو ، الهند.

مكتبة سارسواثي محل وتسمى أيضًا مكتبة ثانجافور مهراجا سيرفوجي ساراسواثي محل هي مكتبة تقع في ثانجافور (تانجور)، تاميل نادو ، الهند . وهي واحدة من أقدم المكتبات في آسيا 

## نبذة
أسست خلال القرن السادس عشر و التي كتبها Nayakas من ثانجافور ويعرض مجموعة نادرة من المخطوطات اوراق النخيل ورقة مكتوبة في التاميل والسنسكريتية وعدد قليل من لغات السكان الأصليين إلى الهند . تتضمن المجموعة أكثر من 49000 مجلد، مع ذلك من أن جزءًا صغيرًا منها معروض. تحتوي المكتبة على فهرس كامل للمقتنيات، والذي يتم إتاحته عبر الإنترنت. يمكن عرض بعض المقتنيات النادرة في الموقع بتنسيق مسبق.

## تاريخ
تم تأسيس مكتبة ساراسواثي محل كمكتبة ملكية للإثراء الفكري الخاص للملوك وعائلاتهم من ثانجافور(انظر إلى ناياك تانجور ) الذين حكموا من 1535 ميلادي حتى 1676 ميلادي. عزز حكام المراثا الذين استولوا على ثانجافور عام 1675 الثقافة المحلية وطوروا مكتبة القصر الملكي حتى عام 1855. كان سيرفوجي الثاني (1798-1832) الأكثر بروزا ملوك المراثا، والذي كان باحثًا مرموق في عدة من فروع التعلم والفنون. درس سارفوجي في عمر مبكر على يد القس الألماني شوارتز، وتعلم العديد من اللغات بما في ذلك الإنجليزية والفرنسية والإيطالية واللاتينية. لقد أبدى اهتمامًا خاصًا بإثراء المكتبة، حيث استخدم العديد من البانديت لجمع وشراء ونسخ عدد كبير من الأعمال من جميع مراكز تعليم اللغة السنسكريتية الشهيرة في شمال الهند وغيرها من المناطق النائية. أثناء عام 1918 ، كانت مكتبة ساراسواثي محل مفتوحة للعامه. تقع المكتبة داخل حرم قصر تانجافور.

## جهود

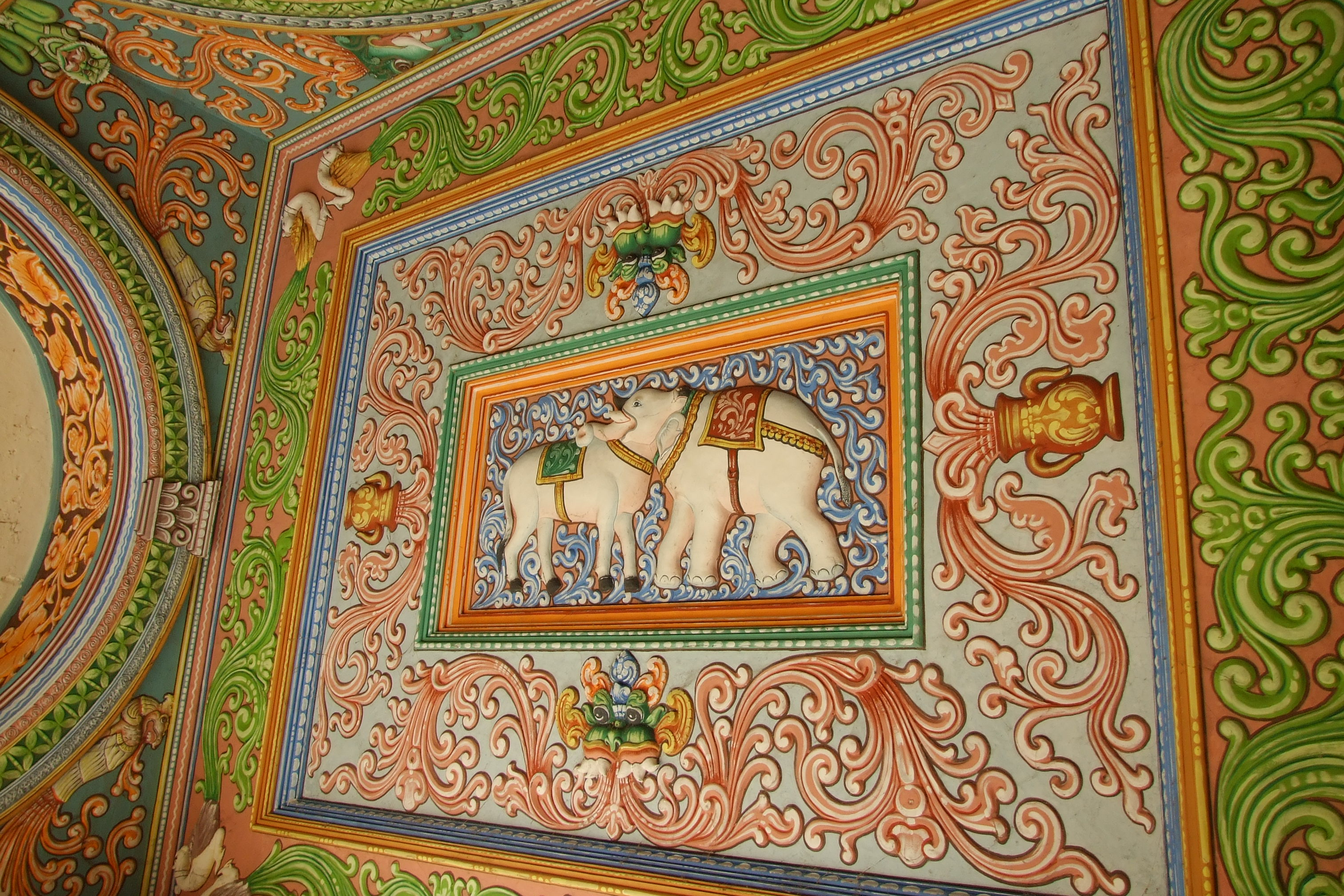
الرسم خارج مكتبة ساراسفاتي محل.

المكتبة مفتوحة للعامة ؛ كما أتها تدعم جهود نشر المخطوطات النادرة من المجموعة، علاوة عن ضمان حفظ جميع المجلدات على الميكروفيلم. قامت المكتبة بتركيب أجهزة كمبيوتر في عام 1998 لحوسبة أنشطة المكتبة. كمرحلة أولى، يتم تخزينها بكتالوجات المكتبة في الكمبيوتر لتيسير استعادة المعلومات. كذلك يقترح رقمنة مخطوطات هذه المكتبة في وقت قريب.

## المجموعة
اغلب المخطوطات (39300) توجد في التاميل والسنسكريتية . إجمالي عدد المخطوطات ما يزيد عن 4500 مخطوطة، تشتمل عناوين في الأدب والطب. تتضمن المكتبة على مجموعة من 3076 مخطوطة ماراثية من جنوب الهند المهاريستري في القرنين السابع عشر والثامن عشر والتاسع عشر. و يشمل ذلك التسلسل الهرمي لقديسي ماهاراشترا التابعين لسري راماداسي وداتاتريا موتس . أغلب المخطوطات الماراثية مكتوبة على الورق ولكن عدد قليل منها كتب بخط التيلجو على جريد النخيل. يوجد 846 مخطوطة تيلوغوية في الممتلكات، اغلبها على جريد النخيل. ثمة 22 مخطوطة فارسية وأردية غالبا من القرن التاسع عشر ضمن المجموعة. تتولى المكتبة أيضًا بسجلات طبية لعلماء الأيورفيدا، منها دراسات حالة المرضى والمقابلات في المخطوطات المصنفة ضمن قسم Dhanvantari.
إلى جانب هذه المخطوطات، ثمة 1342 حزمة من سجلات مراثا راج المتيسرة في المكتبة. تم كتابة سجلات راج بخط مودي (نص سريع للديفاناغاري) للغة الماراثية. تشمل هذه السجلات معلومات الإدارة السياسية والثقافية والاجتماعية لملوك المراثا في ثانجافور.

## بعض الكتب والمخطوطات النادرة
- نشر قاموس الدكتور صموئيل جونسون عام 1784
- الكتاب المقدس المصور طبع في أمستردام عام 1791
- طبعت تقويم مدراس عام 1807
- سمات لافوازييه Élémentaire de Chimie («عناصر الكيمياء»)
- ملاحظات المطران هيبر على رجا سيرفوجي الثاني
- مراسلات ويليام تورين من لندن الذي اشترى الكثير من الكتب لرجا سيرفوجي الثاني ومكتبة ساراسواثي محل
- الخرائط القديمة للعالم
- وثائق تخطيط مدينة ثانجافور بما في ذلك نظام الصرف تحت الأرض ونظام مجاري إمدادات المياه العذبة

## متحف المكتبة
بُذلت جهود للميكروفيلم وفهرسة المحتويات في عام 1965 حينما كانت إنديرا غاندي وزيرة الإعلام والإذاعة، حكومة الهند التي أعتمدت تمويل تنمية المكتبة. فمنذ ذلك الحين لم تتحرز أي جهود لفحص المستندات ضوئيًا وحوسبتها باستخدام تقنية اليوم. فهو أيضًا «مركز حفظ المخطوطات» المسمى (MCC) و بموجب هذه البعثة الوطنية للمخطوطات التي تأسست عام 2003.

## روابط خارجية
- مكتبة Sarasvati Mahal - الموقع الرسمي (مؤرشف) (بالإنجليزية)
- فهرس المخطوطات السنسكريتية في مكتبة ساراسواتي محل، تانجافور نسخة محفوظة 14 أغسطس 2013 at Archive.is